# Hipposideros rotalis
Hipposideros rotalis là một loài động vật có vú trong họ Dơi nếp mũi, bộ Dơi. Loài này được Francis, Kock, & Habersetzer miêu tả năm 1999.